# Port-Valais
Port-Valais is een gemeente en plaats in het Zwitserse kanton Wallis, en maakt deel uit van het district Monthey.
Port-Valais telt 3.645 inwoners.